# Dukutalit
Dukutalit is een bestuurslaag in het regentschap Pati van de provincie Midden-Java, Indonesië. Dukutalit telt 3439 inwoners (volkstelling 2010).